# Jean de Laborde
Jean de Laborde, francoski admiral, * 29. november 1878, Chantilly, † 30. julij 1977, Castillon-la-Bataille.